# Allan Peiper
Allan Peiper (Alexandra, 26 marzo 1960) è un dirigente sportivo ed ex ciclista su strada australiano.
Professionista tra il 1983 ed il 1993, vinse una tappa al Giro d'Italia 1990. Dopo il ritiro dalle corse ha ricoperto ruoli di direttore sportivo per formazioni professionistiche.

## Carriera
Passato professionista nel 1983 con il team francese Peugeot, vestì poi le divise di Panasonic e Tulip Computers, ritirandosi dall'attività nel 1993.
Le sue principali vittorie da professionista furono una tappa all'Étoile de Bessèges, una tappa e la classifica generale del Tour de l'Oise, una tappa al Critérium du Dauphiné Libéré, una tappa e la classifica generale del Giro di Svezia nel 1984, e una tappa alla Parigi-Nizza e una tappa al Tour de l'Oise nel 1985, in maglia Peugeot. Vinse poi il Grand Prix Raymond Impanis e una tappa al Giro del Belgio e tre tappe all'Herald Sun Tour nel 1986, il Circuit des Frontières, una tappa al Tour of Britain e il Grand Prix d'Isbergues nel 1987, una tappa al Giro d'Irlanda e due tappe all'Herald Sun Tour nel 1988 e una tappa al Giro d'Italia 1990 in maglia Panasonic. Partecipò a cinque edizioni del Tour de France, cinque del Giro d'Italia, una della Vuelta a España e quattro campionati del mondo.
Nel 2005 comincia a svolgere ruoli di direttore sportivo per formazioni professionistiche. Fino al 2010 è direttore sportivo della HTC-Highroad; è poi ds per Garmin-Sharp, BMC Racing Team e, dal 2019, UAE Team Emirates. A fine 2021 interrompe l'attività per concentrarsi sulla sua personale lotta contro il cancro.

## Palmarès
- 1982 (dilettanti)

2ª tappa, 2ª semitappa Circuit Franco-Belge (Leers > Quiévrain)
Grand Prix des Nations dilettanti
- 1984

Prologo Étoile de Bessèges (Les Salles-du-Gardon, cronometro)
Prologo Tour de l'Oise (cronometro)
Classifica generale Tour de l'Oise
Prologo Giro del Delfinato (cronometro)
8ª tappa, 2ª semitappa Postgirot Open (Norrköping > Norrköping, cronometro)
Classifica generale Postgirot Open
- 1985

Prologo Parigi-Nizza (Nanterre, cronometro)
Prologo Tour de l'Oise (cronometro)
- 1986

Grand Prix Raymond Impanis
4ª tappa, 1ª semitappa Giro del Belgio (Rochefort > Spa)
3ª tappa Herald Sun Tour
9ª tappa Herald Sun Tour
15ª tappa Herald Sun Tour
- 1987

Circuit des Frontières
1ª tappa Tour of Britain (Edimburgo > Newcastle upon Tyne)
Grand Prix d'Isbergues
- 1988

5ª tappa Tour of Ireland (Dublino)
2ª tappa Herald Sun Tour
10ª tappa Herald Sun Tour
Stadsprijs Geraardsbergen
- 1990

14ª tappa Giro d'Italia (Klagenfurt > Klagenfurt)
Grote Prijs Wetteren - Omloop van de Rozenstreek

### Altri successi
- 1981

Criterium di Horsham
- 1983

Criterium di Harrogate
- 1984

Criterium di Birmingham
- 1985

Criterium di Nottingham
- 1986

Criterium di Birmingham
Criterium di Brisbane
Kermesse di Zwevezele
- 1990

Wetteren (derny)
- 1991

Criterium di Malderen

## Piazzamenti

### Grandi Giri
- Giro d'Italia

1986: 116º
1988: 103º
1989: ritirato (non partito 18ª tappa)
1990: 144º
1992: 130º
- Tour de France

1984: 95º
1985: 86º
1987: ritirato (21ª tappa)
1990: ritirato (8ª tappa)
1992: 126º
- Vuelta a España

1986: ritirato (6ª tappa)

### Classiche monumento
- Milano-Sanremo

1983: 81º
1985: 64º
1987: 135º
1988: 93º
1991: 29º
1992: 120º
- Giro delle Fiandre

1985: 24º
1987: 10º
1988: 38º
1989: 7º
1990: 51º
1991: 16º
1992: 44º
- Parigi-Roubaix

1991: 22º

### Competizioni mondiali
- Campionati del mondo

Altenrhein 1983 - In linea: ritirato
Giavera del Montello 1985 - In linea: ritirato
Colorado Springs 1986 - In linea: non partito
Ronse 1988 - In linea: 10º
Stoccarda 1991 - In linea: 49º